# Nawaf Al-Aqidi
Nawaf bin Dhahi bin Faisal Al-Suwaiti Al-Aqidi, noto semplicemente come Nawaf Al-Aqidi (Riad, 10 maggio 2000), è un calciatore saudita, portiere dell'Al-Fateh, in prestito dall'Al-Nassr, e della nazionale saudita.

## Carriera

### Club
Il 1º luglio 2019 viene convocato con la prima squadra dell'Al-Nassr. 
Il 30 gennaio 2022 va in prestito all'Al-Tai, dove totalizza 7 presenze. Il 30 giugno dello stesso anno non viene riscattato dall'Al-Tai e quindi ritorna all'Al-Nassr. Nel mercato invernale della stagione 2024-2025, non trovando più spazio, si trasferisce in prestito all'Al-Fateh.

### Nazionale

#### Nazionali giovanili
Nel 2022 viene convocato nella nazionale Under-23 saudita dall'allenatore Saad Al-Shehri, dove ha giocato 7 partite.

#### Nazionale maggiore
Nel 2021 viene convocato nella nazionale maggiore dell'Arabia Saudita da Hervé Renard.

## Palmarès

### Club

#### Competizioni nazionali
- Supercoppa saudita: 2

Al-Nassr: 2019, 2020

#### Competizioni internazionali
- Coppa dei Campioni araba per club: 1

Al-Nassr: 2023

### Nazionale
- Coppa d'Asia Under-23: 1

2022

### Individuale
- Miglior portiere della Coppa dei Campioni araba per club: 1

2023